# Monte Lefre
Il Monte Lefre (o semplicemente Léfre) (1305 m s.l.m.) è una montagna della zona sud-orientale della Catena del Lagorai, in Trentino.
Situato prevalentemente in Valsugana e in parte nell'Altopiano del Tesino, è suddiviso tra i comuni di Castel Ivano, Ospedaletto e Pieve Tesino.

## Descrizione

### Limiti geografici
Il Monte Lefre si trova nella parte orientale della Valsugana, segnando il punto più occidentale della cresta montuosa che prosegue poi verso est con il Monte Mèzza, il Monte Cismón, il Monte Silàna, il Monte Picòsta e il Monte Celàdo. Dalla parete ovest del Lefre, la Valsugana varia il suo orientamento verso sud-est, mentre lungo il suo versante nord transitano le vie di accesso più utilizzate per il Tesino.
I limiti settentrionale e occidentale del monte sono segnati dallo scorrere del torrente Chieppena, il limite meridionale degrada nel fondovalle della Valsugana (con il corso del fiume Brenta) mentre il limite orientale è rappresentato dalla Val Bronzale, cioè il conoide tra il Lefre il Monte Mezza sul quale sorge l'abitato di Ospedaletto. Il punto di incontro tra i due monti a nord-est consiste in una forcella, subito a nord della quale sorge l'omonimo passo.
Lungo i versanti del monte sorgono (da nord in senso antiorario) gli abitati di Pradellano, Ivano Fracena, Agnedo e Ospedaletto. L'unica via d'accesso alla vetta transitabile con automezzi è la SC1 che si dirama dalla SP78 "del Tesino" in località Pradellano e giunge, dopo 5,4 km nei pressi del Rifugio Monte Lefre.

### Geologia
Dal punto di vista geologico il Lefre è formato da rocce calcaree, che lo distinguono nettamente dal massiccio di Cima d'Asta a nord (composto prevalentemente da rocce granitiche) e dal Gruppo degli Altipiani a sud. I calcari che compongono il monte Lefre sono per lo più dolomie del Triassico su cui si appoggiano calcari e marne del Giurassico e del Cretacico. Queste rocce di origine marina hanno iniziato ad accumularsi quando il mare ricopriva il territorio attualmente occupato dalle Alpi, fase che iniziò al termine delle grandi eruzioni del Permiano inferiore.
I calcari e le marne presenti nella montagna sono in particolare bianconi e scaglie rosse fittamente stratificati; essi, presenti soprattutto nella parte superiore del monte, conferiscono alla vetta una morfologia dolce e livellata. Al di sotto, la presenza dei calcarei giurassici rendono scoscese e franabili le pareti, soprattutto quella ovest.

### Flora e fauna

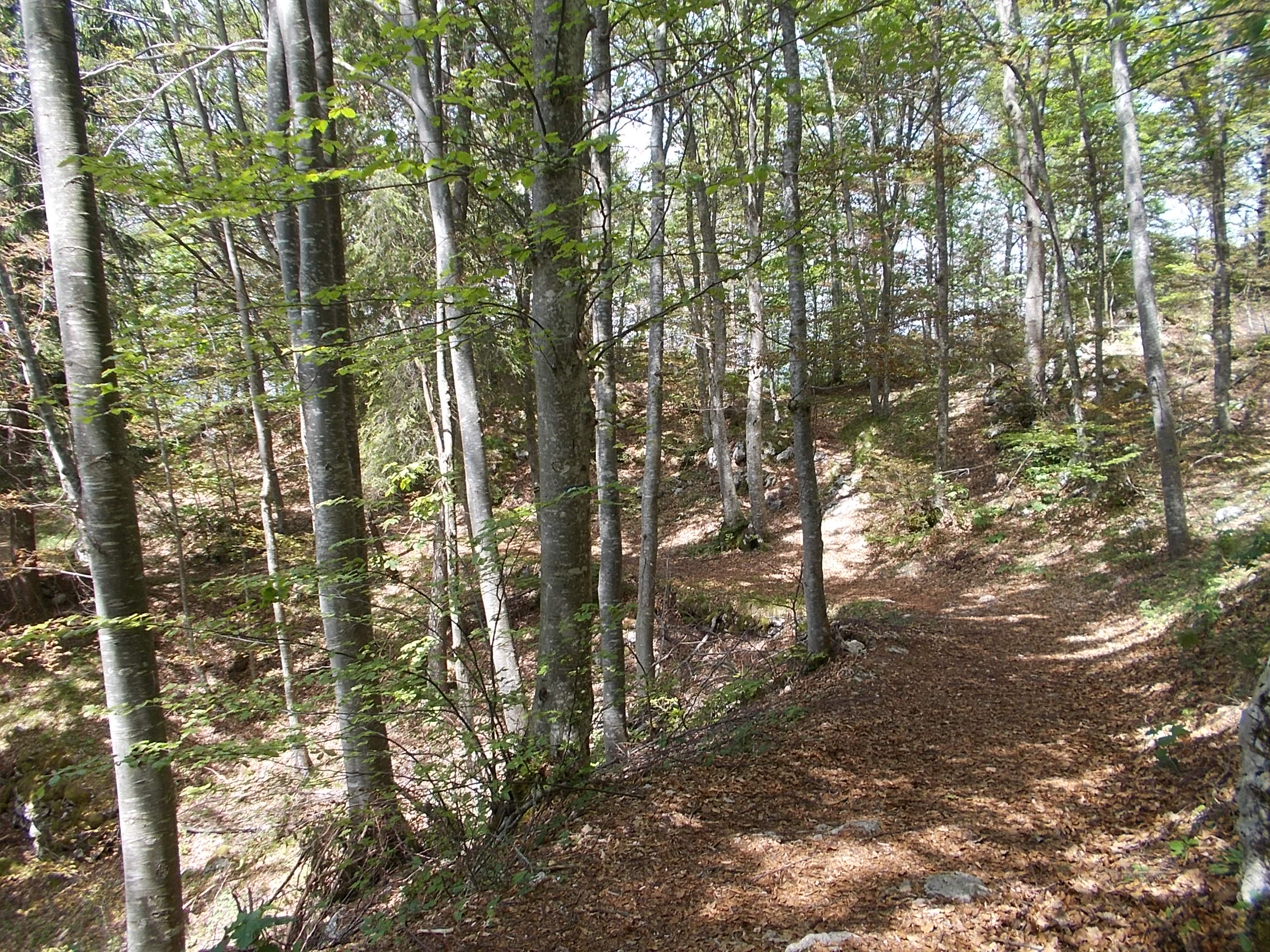
Faggeta.

La vegetazione che si sviluppa sul monte è quella tipica di una foresta temperata del clima suboceanico, a causa dell'orientamento est-ovest della Valsugana che impedisce l'arrivo delle masse di aria umida che dal Mare Adriatico risalgono lungo la Pianura Padana. Gli alberi più diffusi nella parte bassa sono carpino nero e orniello, alternati ad alcuni gruppi di pino silvestre e di castagni. Nella fascia più alta del monte non mancano le faggete, gli abeti rossi e i larici. Nelle praterie sulla vetta e lungo il versante sud, mantenute dall'attività agro-silvo-pastorale, sono presenti arbusti e fiori tipici della flora alpina, quali la peonia, la genziana e il ciclamino delle Alpi. I boschi sono altresì ricchi di diverse varietà di funghi.
L'habitat del monte permette la presenza di numerose specie di animali, soprattutto di uccelli; nidificano sugli alberi della montagna diverse specie di picchi e non manca la presenza del gallo cedrone. Il sottobosco è popolato da diverse specie di roditori, tra i quali il ghiro e il driomio. Nei boschi sono presenti anche alcune specie di mustelidi, come la martora, la faina, il tasso e la donnola. Tra gli animali selvatici di maggiore dimensione si annovera il capriolo. Le attività umane di allevamento favoriscono la presenza di vacche, capre domestiche e pecore, soprattutto nel corso della stagione estiva.

## Storia
Lungo le pendici del monte si svilupparono dei centri abitati e degli edifici religiosi già in epoca antica, ma le testimonianze più certe risalgono alla fine del basso Medioevo, dove si annota la presenza di uno xenodochio per viandanti denominato Hospitalis Careni, dal quale deriva l'attuale toponimo del paese di Ospedaletto.
Il Monte Lefre assunse un ruolo strategico importante nel corso della prima guerra mondiale, a partire dall'ingresso nel conflitto dell'Italia. All'avvio delle ostilità tra Italia e Austria-Ungheria nel 1915, la linea di guerra si spostò più ad ovest rispetto al precedente confine, così che il Monte Lefre finì subito sotto controllo italiano. Qui il Regio Esercito costruì delle fortificazioni per l'osservazione di tutta la Valsugana e il Tesino, nonché per possibili attacchi verso le postazioni austro-ungheresi sul Monte Ortigara, Cima XII e la Panarotta. Nel 1916 il monte era sede del comando del 84º Reggimento fanteria "Venezia", che vi predispose cannoni e obici sulla vetta in direzione ovest, lungo la parete sud e sul passo della Forcella. L'intero territorio tornò sotto controllo austriaco nell'autunno del 1917, a seguito del ripiegamento del confine nella pianura veneta successivo alla Battaglia di Caporetto, per poi diventare definitivamente italiano al termine del conflitto nel 1918.
Da sempre soggetta a frane a causa della sua natura geologica, la parete ovest della montagna è oggetto di monitoraggio da parte della Protezione Civile della Provincia autonoma di Trento. La stessa ha provveduto anche al brillamento per il distacco di porzioni di roccia pericolose per i centri abitati, come avvenuto, ad esempio, il 21 novembre 2014. Nella notte tra il 28 e il 29 ottobre 2018 diversi ettari di bosco furono rasi al suolo dal passaggio della Tempesta Vaia, che sul Lefre ha colpito soprattutto la parte sommitale e la parete sud.

## Escursionismo

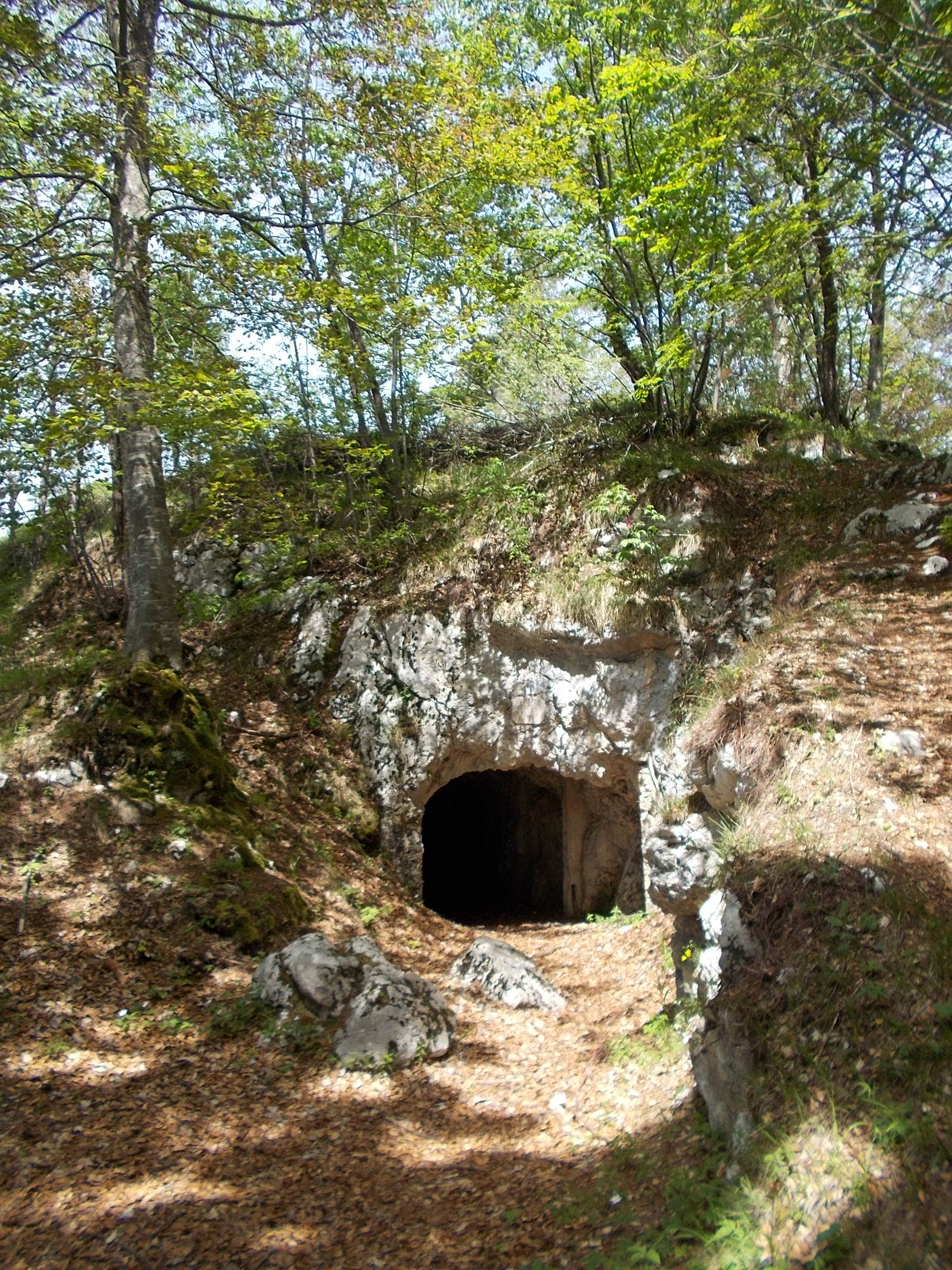
Fortificazione della prima guerra mondiale.

### Sentieri
Il Monte Lefre è percorso da numerosi sentieri forestali nonché da due sentieri escursionistici gestiti dalle sezioni di Borgo Valsugana e del Tesino della SAT, adatti a tutti e frequentati soprattutto in estate e autunno:
- Sentiero 329: da Fracena (447 m s.l.m.) al Rifugio Monte Lefre (1282 m s.l.m.) - difficoltà E - lunghezza: 5 560 metri

Partendo dall'abitato di Fracena, seguendo la strada in direzione est si entra nel bosco fino a visitare la chiesa di San Vendemiano. Seguendo il tratturo che sale lungo il versante sud si domina l'abitato di Ospedaletto, giungendo fino al bivio per il Ponte dell'Orco. Da questo punto il sentiero diventa una mulattiera ripida; si passa vicino ad un capitello nella roccia dedicato a Sant'Antonio e ad opere belliche della Grande Guerra. Prima di raggiungere il Rifugio Monte Lefre si attraversano prati con baite, quali i Prati dei Floriani e i Prati di Sopra, e la chiesetta degli alpini.
- Sentiero 330: dalla località Drio Castello (933 m s.l.m.) alla vetta (1305 m s.l.m.) - difficoltà E - lunghezza 4 770 metri

Partendo dal passo della Forcella si raggiunge la località Drio Castello, dalla quale si distacca una ripida strada forestale. Superato il versante nord del Sasso Rosso si svolta sulla strada che conduce alla Malga Campivolo di Valle. Il sentiero prosegue con cambi di pendenza fino ai Prati di Sopra, dove si ricongiunge con il sentiero 329, per poi proseguire fino al punto panoramico del Cimone.

### Punti d'interesse
Punto panoramico del Cimone
A circa 700 metri dal Rifugio Monte Lefre si giunge al punto panoramico del Cimone, situato sulla punta più alta della parete ovest. Da questo belvedere è possibile vedere gran parte del territorio della Comunità Valsugana e Tesino, nonché molte delle vette del Lagorai e del Gruppo degli Altipiani.
Chiesetta degli Alpini

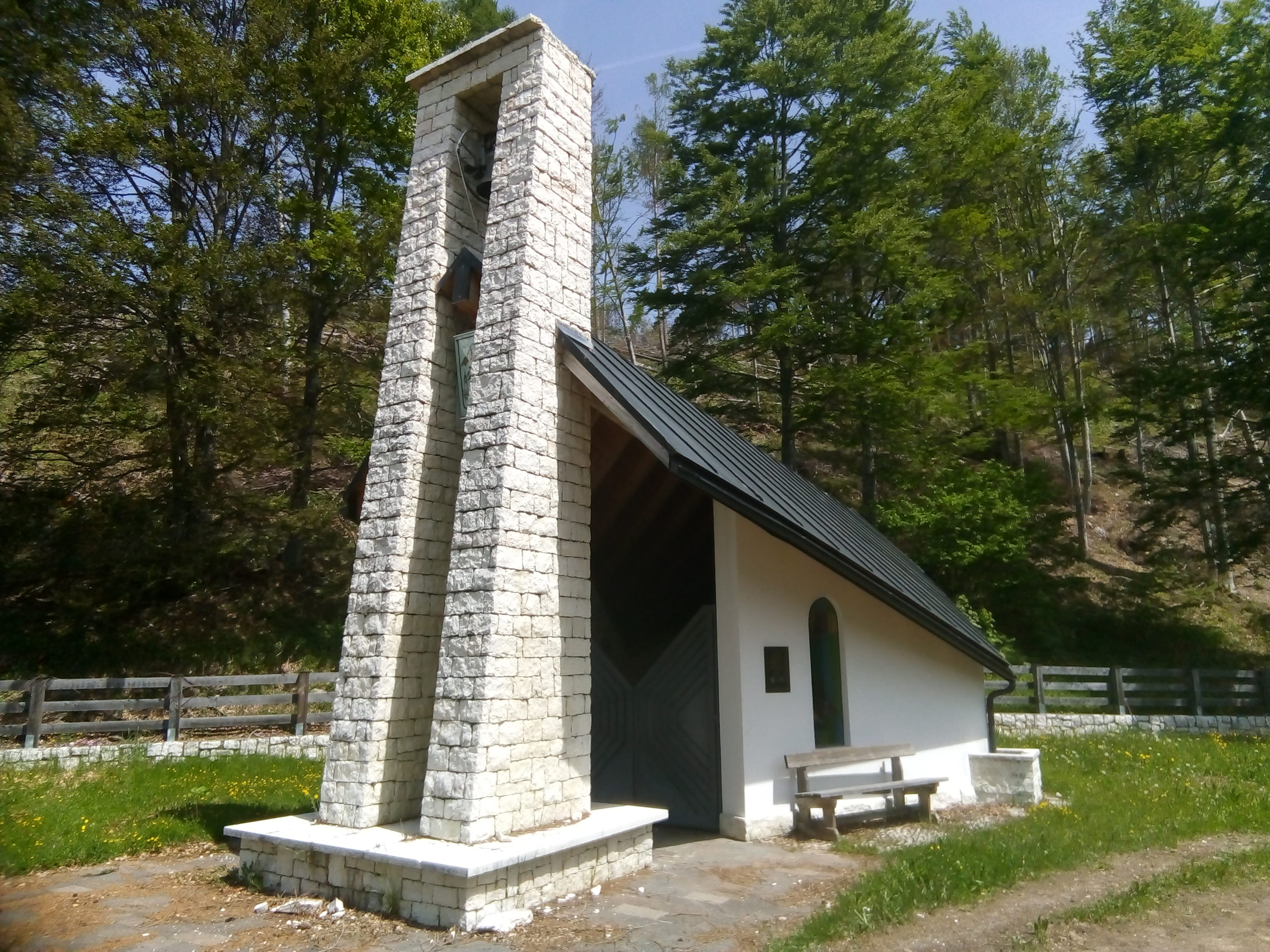
Chiesetta degli alpini

Realizzata nel 2003 dalle sezioni locali di Villa Agnedo e Ivano Fracena dell'Associazione Nazionale Alpini, si presenta come una struttura di dimensioni ridotte realizzata in cemento, pietra e legno. Il campanile si trova in posizione frontale rispetto all'ingresso della cappella, mentre degna di nota è la parete est situata dietro all'altare, che presenta al centro una vetrata colorata a forma di croce.
Chiesa di San Vendemiano
Ad est dell'abitato di Fracena, in posizione sopraelevata rispetto al centro abitato, sorge una chiesetta la cui presenza è documentata dal XVI secolo, sede di eremiti. La chiesa venne ricostruita dai signori di Castel Ivano nel XVII secolo, venendo poi gravemente danneggiata nel corso della Grande Guerra. L'aspetto attuale risale ai restauri avvenuti nel 1922 e 1981. La struttura presenta un tetto a due spioventi con copertura realizzata in scandole. Il porticato è realizzato con colonne cilindriche e la muratura esterna presenta numerose tracce di antichi affreschi. Nello spiazzo antistante si può ammirare il lato est del maniero di Castel Ivano.

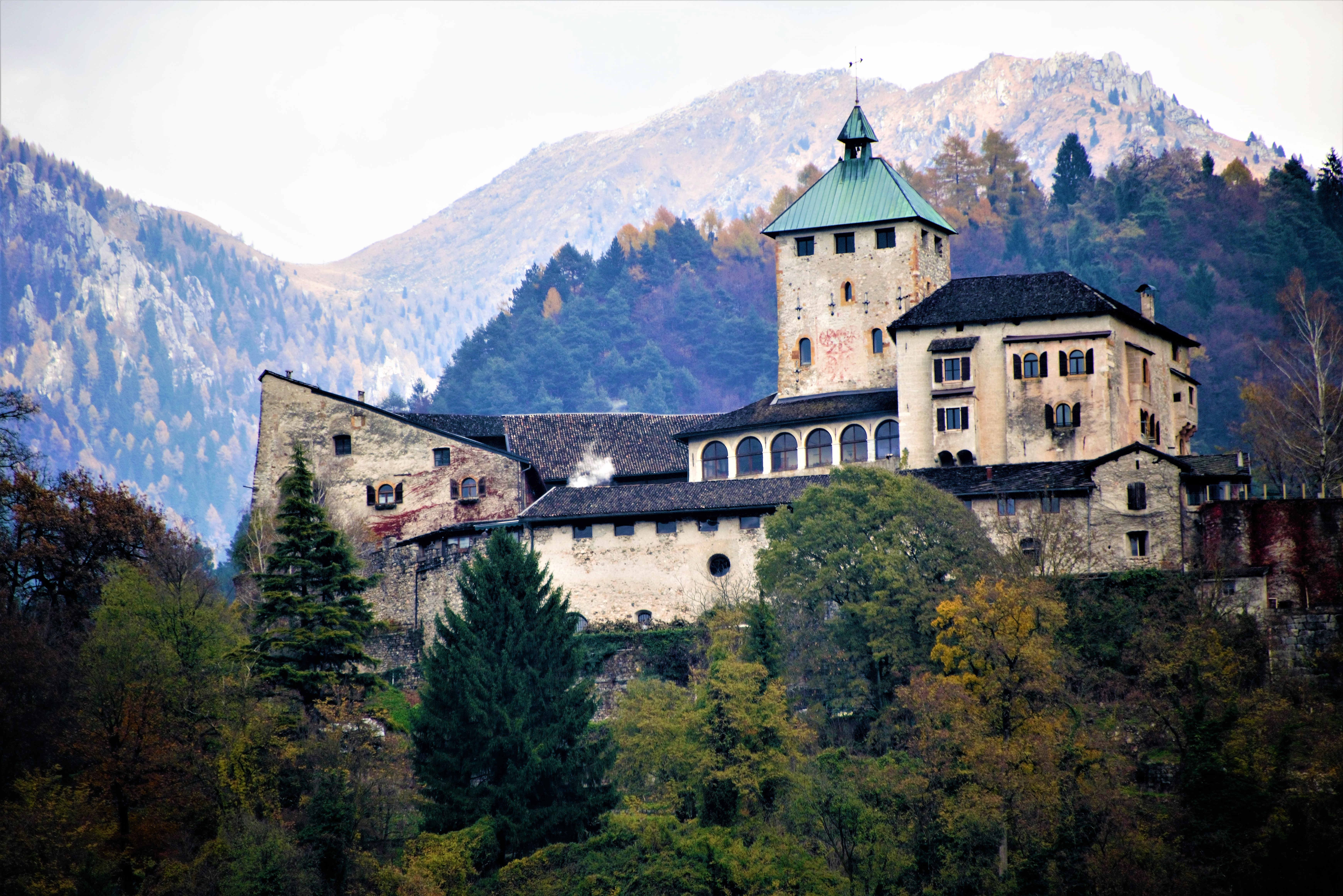
Castel Ivano
Sulla cima di un colle ai piedi della parete ovest del monte si erge Castel Ivano, importante struttura militare che risale al VI secolo. Il complesso fu per secoli sede dei signori che governavano sul territorio circostante (chiamato per l'appunto "Dipartimento di Ivano"), dopo essere stato di proprietà di diverse importanti famiglie dell'epoca rinascimentale. L'imponente mastio che domina la valle riporta ancora oggi lo stemma della famiglia Da Carrara.
Ponte dell'Orco
Il Ponte dell'Orco è un ponte naturale che si è venuto a creare a causa dell'erosione del materiale circostante, lasciando un arco con una luce di circa 60 metri. Il corpo del ponte è spesso circa 12 metri e largo, sul dorso, circa 4 metri. L'area calpestabile (sulla quale transita un sentiero) è lunga 72,5 metri, mentre il ponte si eleva a 37 metri da terra. La leggenda locale sull'origine del ponte narra che il diavolo, sotto forma di orco, realizzò il ponte per rispondere alla richiesta di un pastore che desiderava far passare il proprio gregge dall'altra parte della scarpata; l'orco realizzò così l'opera, in cambio però dell'anima del pastore. Il Ponte dell'Orco è raggiungibile da Fracena con una deviazione dal sentiero 329 oppure attraverso un sentiero proveniente dal centro abitato di Ospedaletto.

## Galleria d'immagini

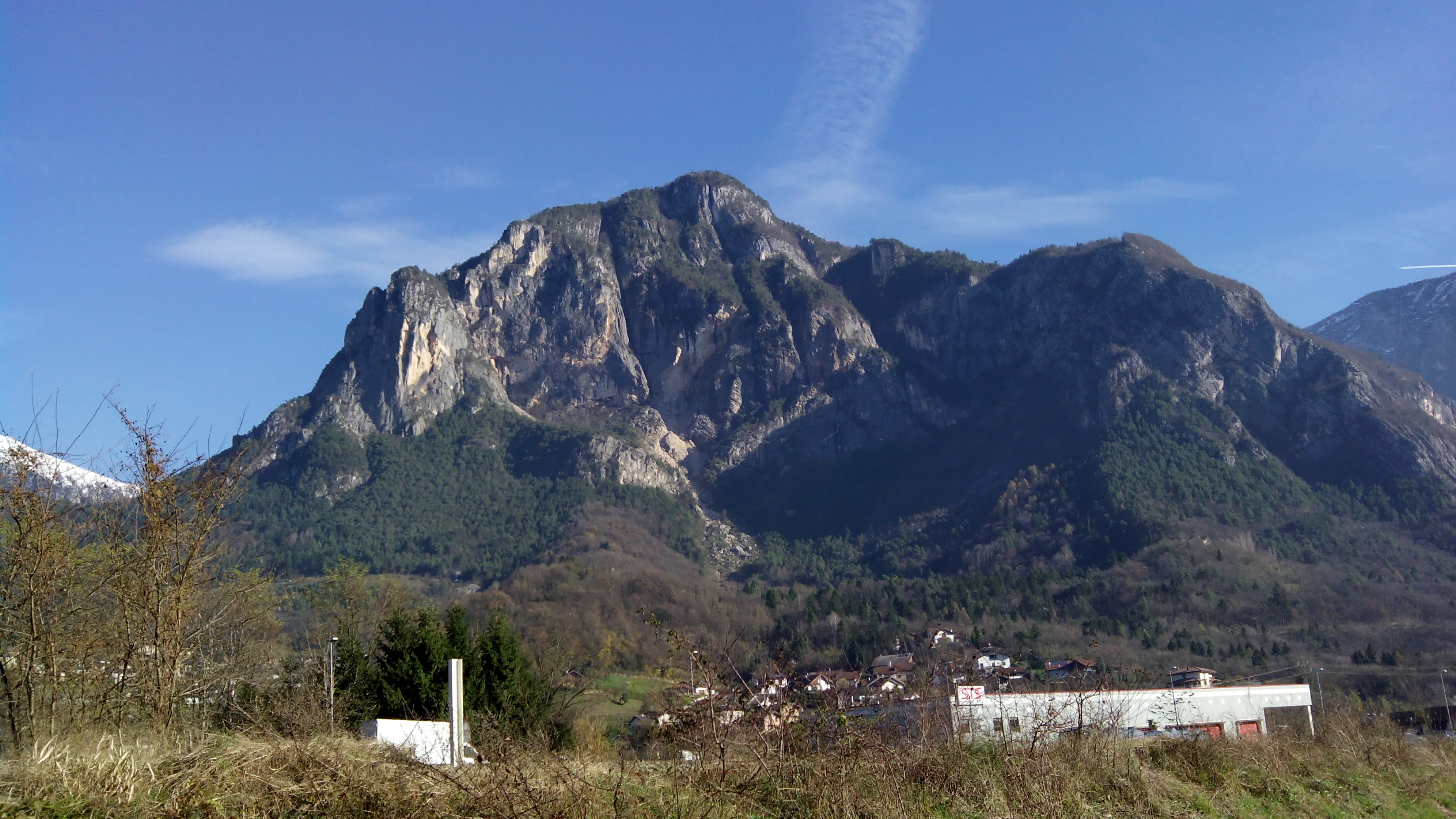
Le frane della parete ovest
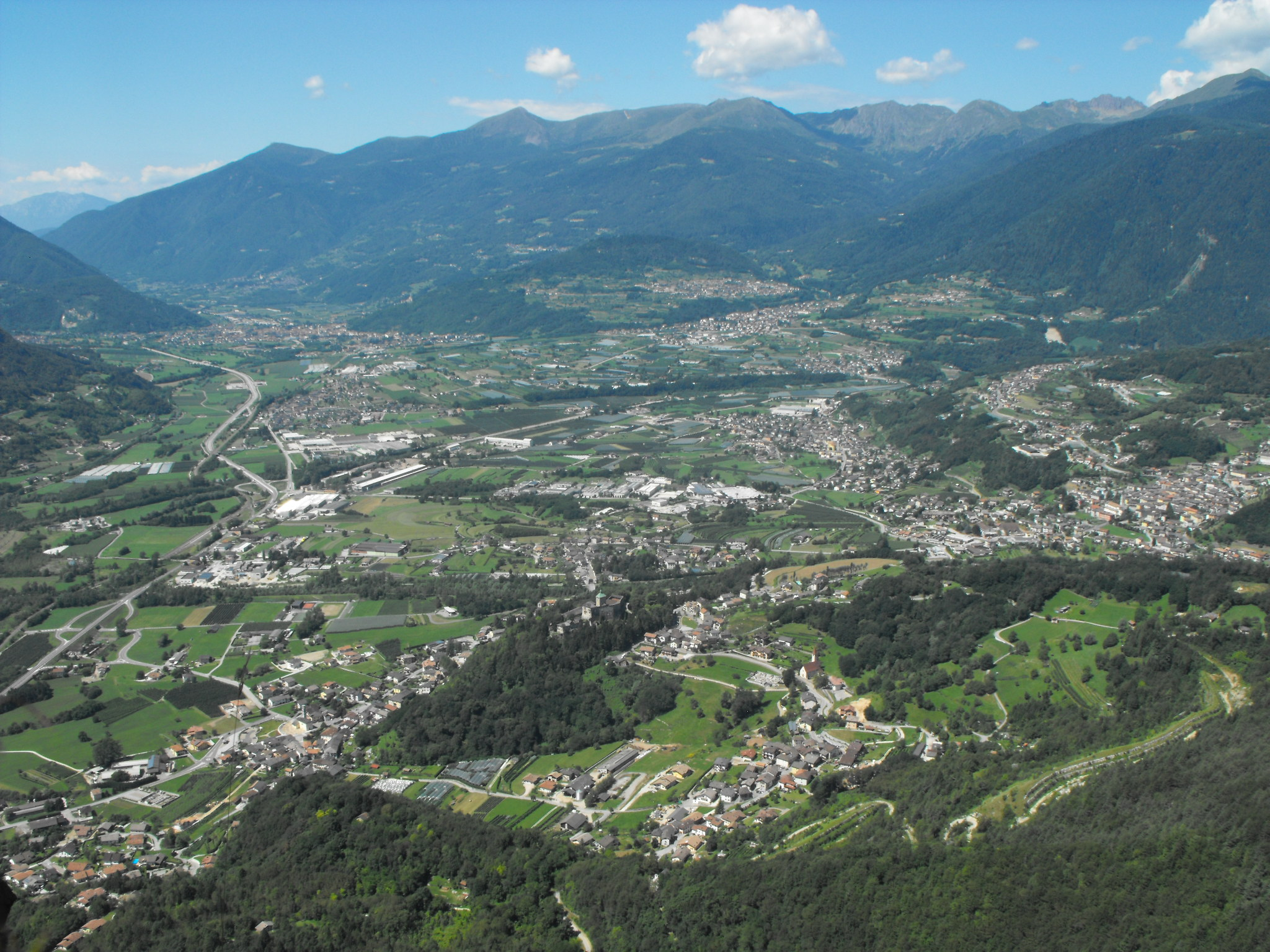
Vista dal punto panoramico
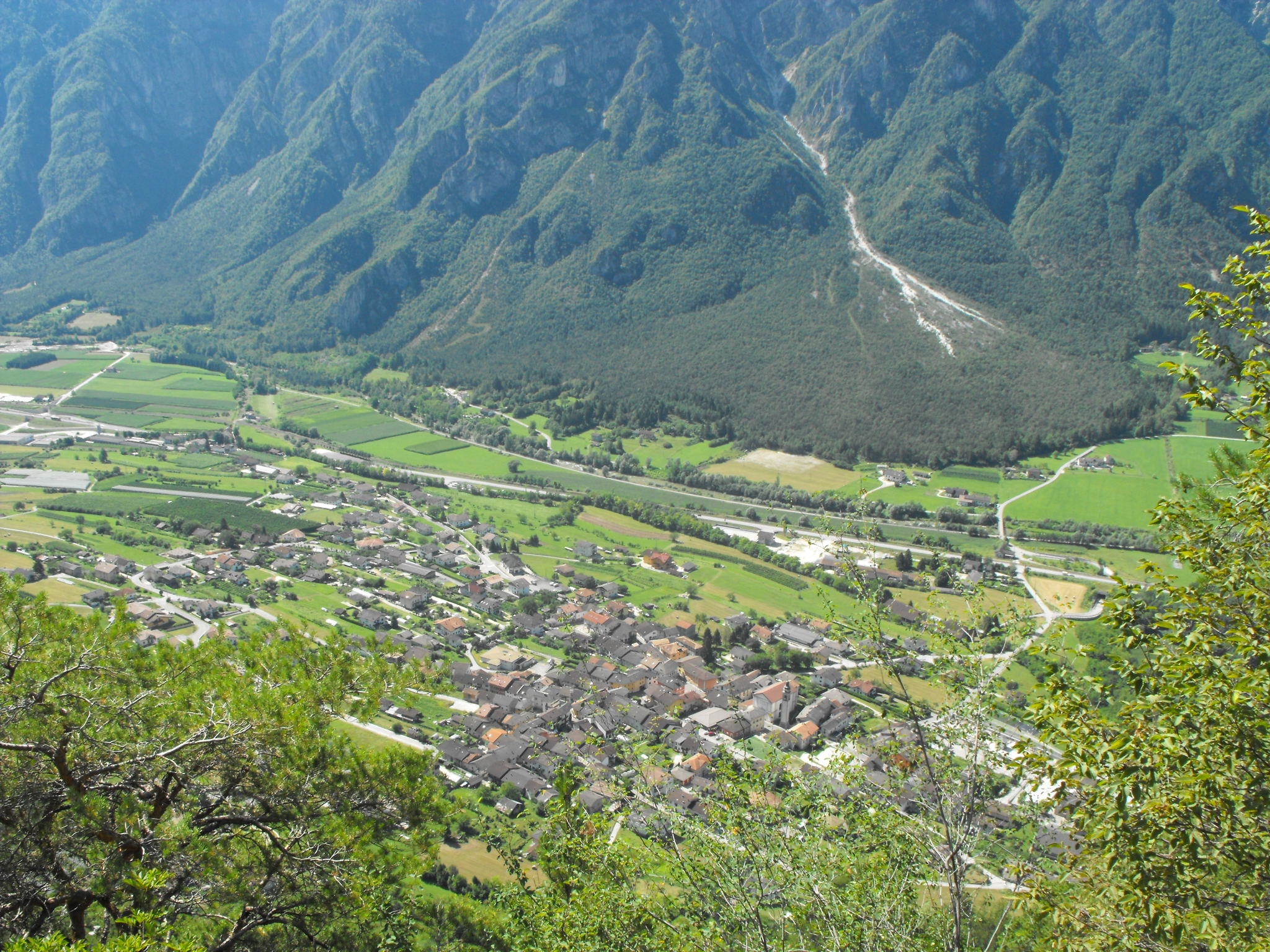
Vista di Ospedaletto dal sentiero 329
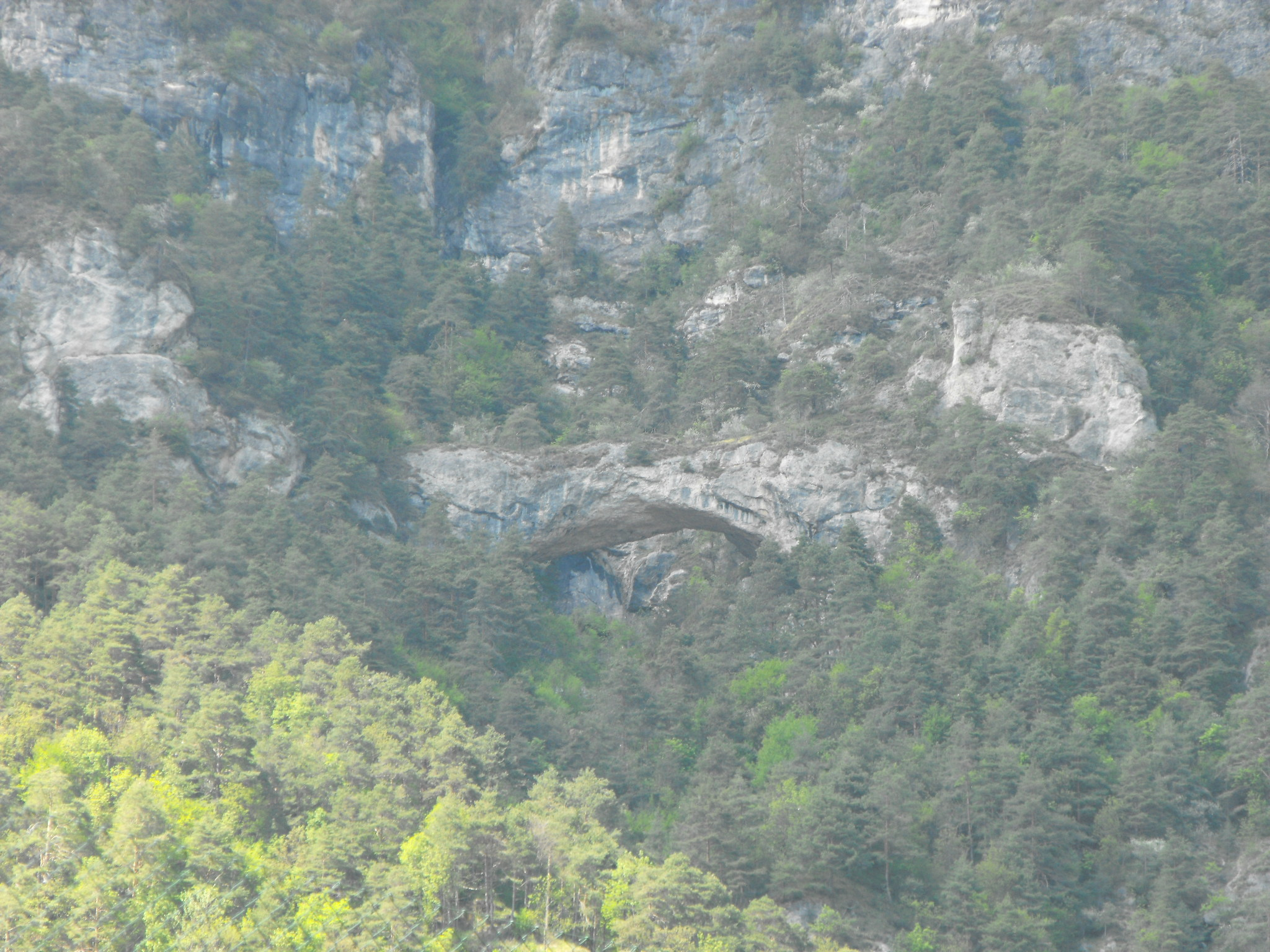
Zoom sul Ponte dell'Orco
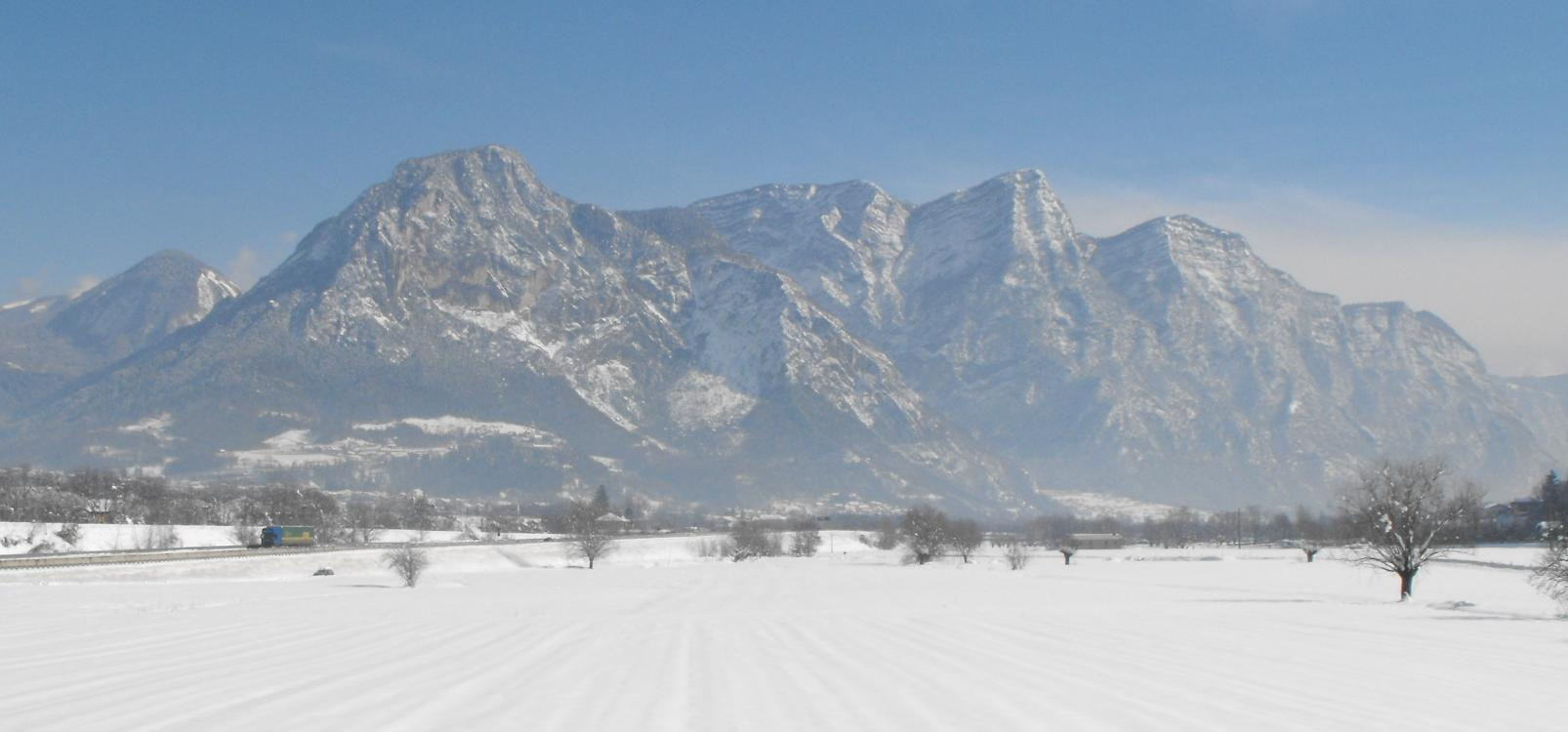
Monte Lefre e monte Mezza in inverno
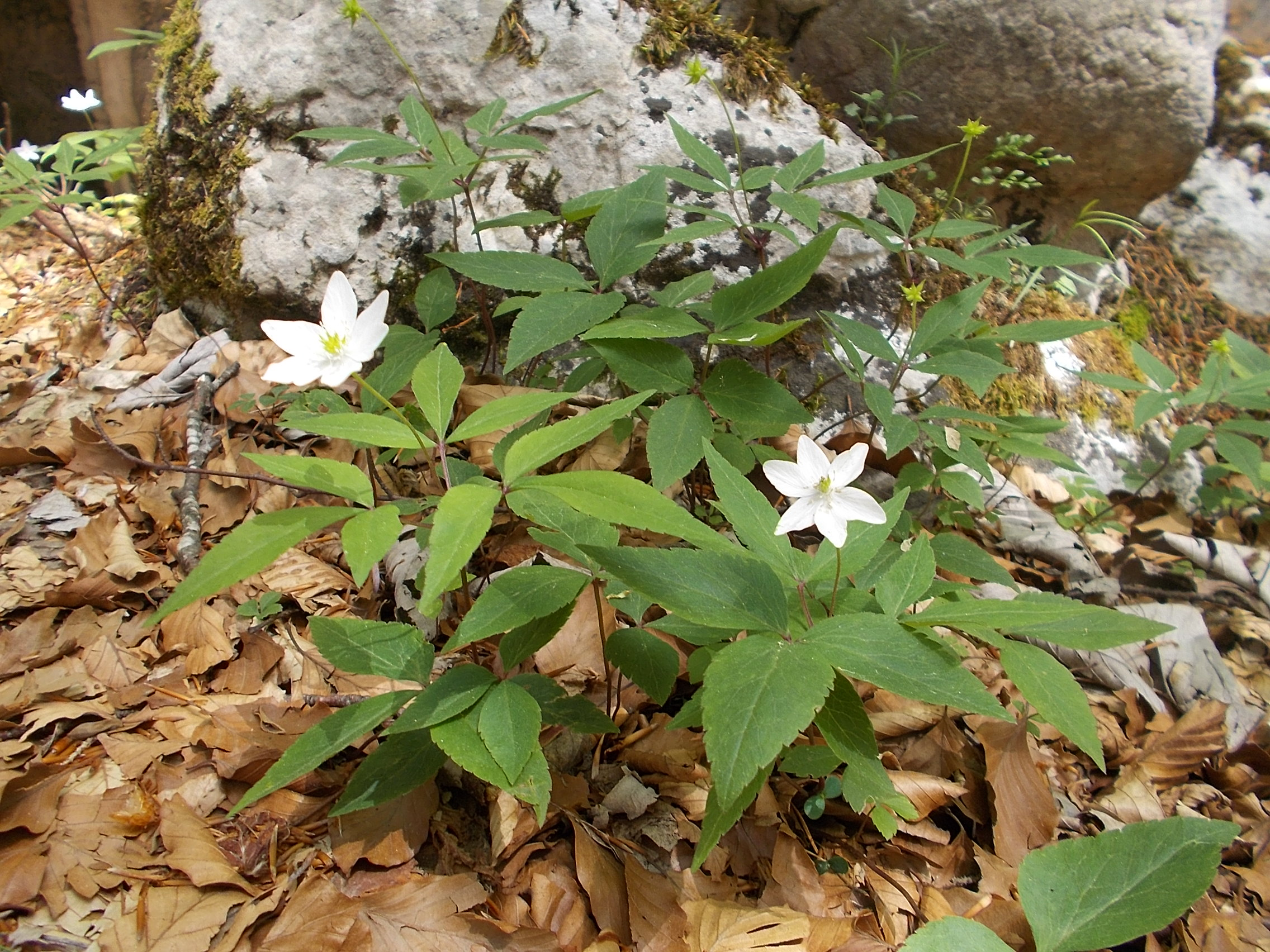
Fiori alpini
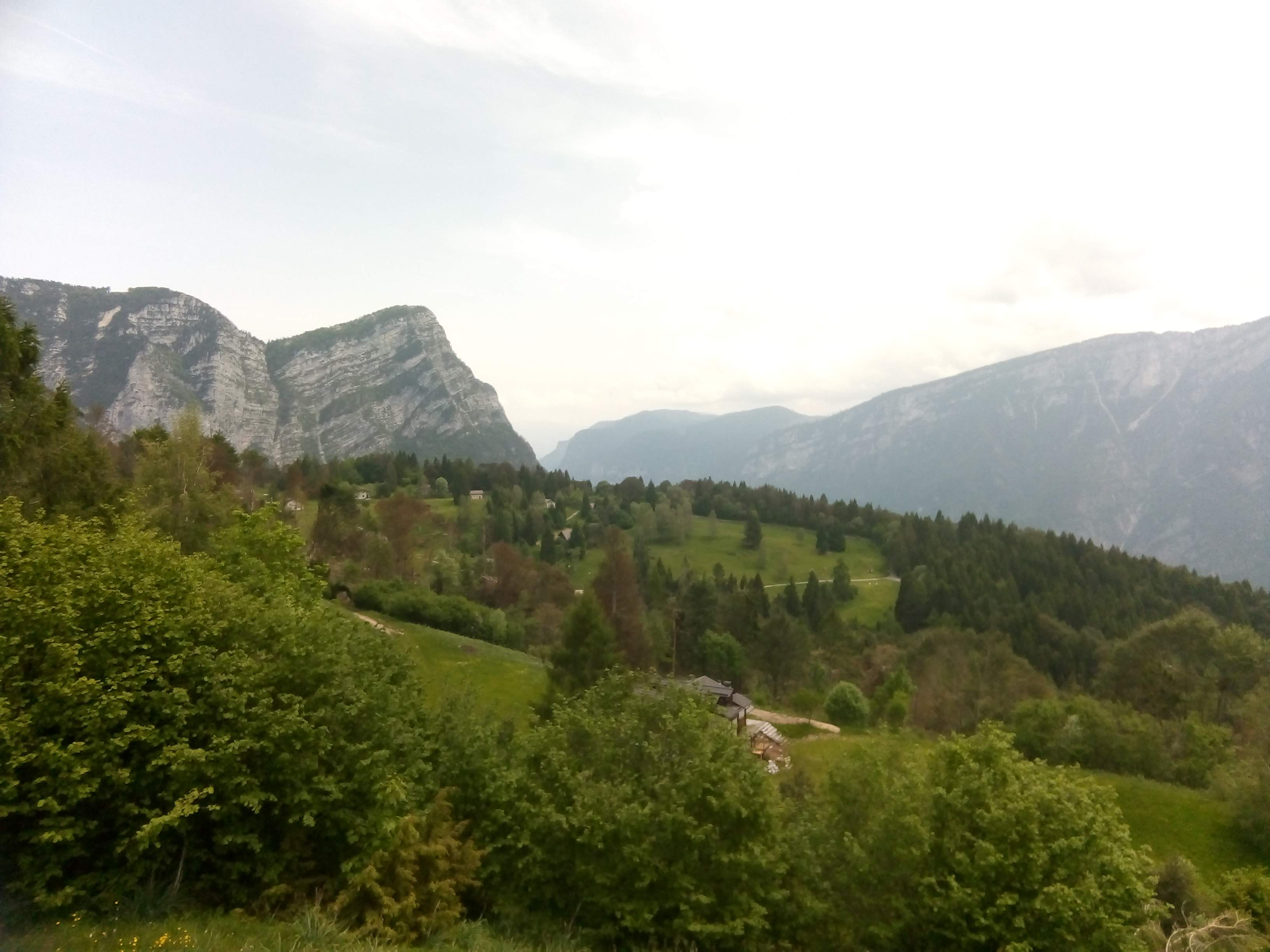
Vetta del monte Mezza vista dal Lefre
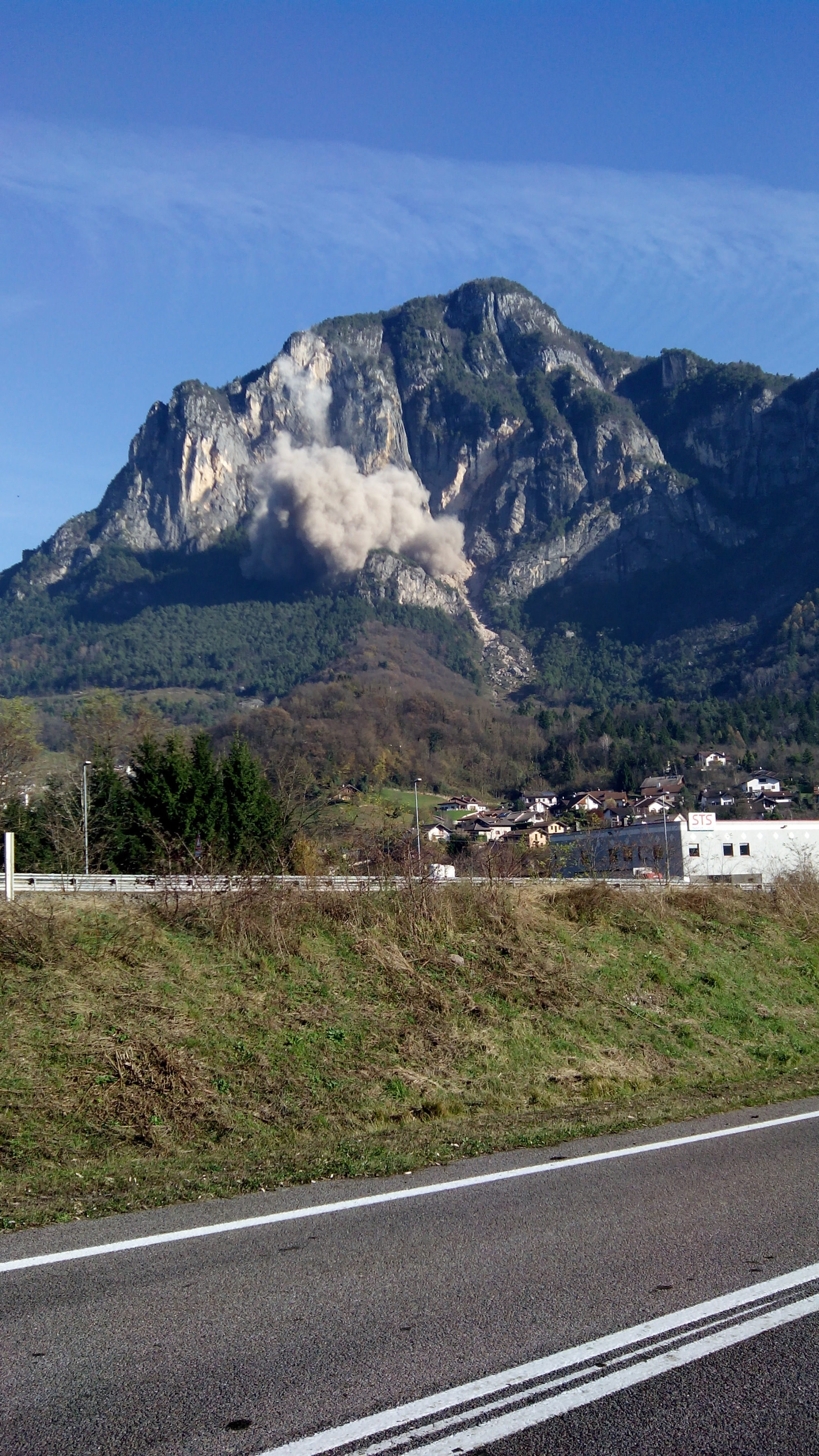
Frana controllata del 21 novembre 2014
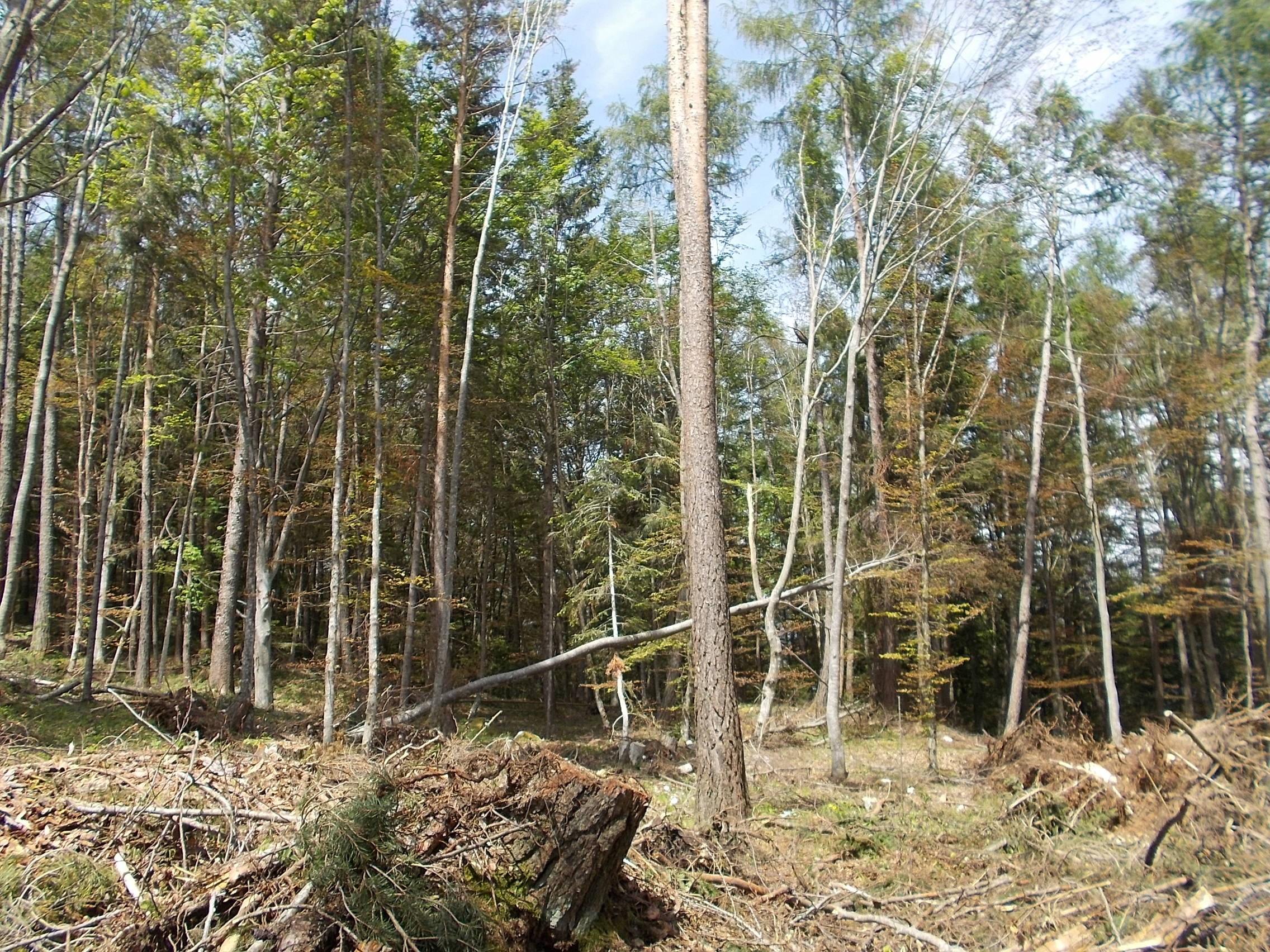
Danni al bosco causati dalla Tempesta Vaia